# Bicellaria mera
Bicellaria mera är en tvåvingeart som beskrevs av Collin 1961. Bicellaria mera ingår i släktet Bicellaria och familjen puckeldansflugor. Arten har ej påträffats i Sverige. Inga underarter finns listade i Catalogue of Life.